# Benito Juárez (östra La Trinitaria kommun)
Benito Juárez är en ort i Mexiko.   Den ligger i kommunen La Trinitaria och delstaten Chiapas, i den sydöstra delen av landet, 900 km öster om huvudstaden Mexico City. Benito Juárez ligger 547 meter över havet och antalet invånare är 258.
Terrängen runt Benito Juárez är huvudsakligen kuperad, men åt sydväst är den bergig. Runt Benito Juárez är det ganska tätbefolkat, med 58 invånare per kvadratkilometer. Närmaste större samhälle är Santo Domingo de las Palmas, 9,9 km nordost om Benito Juárez. I omgivningarna runt Benito Juárez växer i huvudsak städsegrön lövskog.